# Дипломатски имунитет
Дипломатски имунитет је имунитет од јурисдикције (правне надлежности) уређен међународним правом у циљу правног изузимања и заштите носилаца дипломатског статуса при вршењу дужности.
Савремено дипломатско право имунитета од јурисдикције је садржано у Бечкој конвенцији о дипломатским односима из 1961. године, где дипломатска представништва и представници имају имунитет од извршне, законодавне и судске надлежности у држави пријема у којој су дипломате акредитоване.

## Дипломате и имунитет
Исто тако дипломате (односно „дипломатски агенти“) имају пун имунитет од кривично-правне јурисдикције. Овим имунитетима су придружене и дипломатске привилегије. Њихове породице које су део њиховог домаћинства у држави пријема, исто тако уживају сходно Бечкој конвенцији дипломатски имунитет, као и дефинисане дипломатске привилегије.

## Дипломатске мисије
Просторије дипломатске мисије су правно неповредиве. Ниједан орган власти државе пријема не сме улазити у њих, без сагласности шефа дипломатске мисије. Архив и друга документација дипломатске мисије неповредиви су у свако доба и без обзира на место где се налазе. То важи и у случају избијања оружаног сукоба или прекида дипломатских односа. Службена преписка  и комуникација је неповредива. Под тиме се подразумева свако општење које се односи на дипломатску мисију и њене функције. Личност дипломате је правно неповредива. Он не може бити задржаван или ухапшен. Држава пријема мора према њему поступати с дужним поштовањем и мора предузимати све потребне мере да би спречила наношење повреде његовој личности, слободи или достојанству. Дипломата може бити позиван само пред судове своје земље.
Сродне имунитете и привилегије, према Општој конвенцији о привилегијама и имунитетима УН-а поседују дипломате УН-а, а према Конвенцији о привилегијама и имунитетима специјализованих агенција УН-а, исте поседују и дипломатски представници специјализованих агенција УН-а.
Према неким ауторима, привилегије зависе углавном од државе која их даје, а за друге ауторе имунитети и привилегије су еквивалентни и почивају на међународном праву. Бечка конвенција као најважнији акт који регулише питање привилегија и имунитета, подржава компромисно решење у погледу поменутих разлика имајући у виду њихов основ и домет. Разлика између привилегија и имунитета је у томе што привилегије имају основ у међународном праву, што је и случај са највећим, али ипак не и свим привилегијама. Остале привилегије зависе од унутрашњег законодавства државе пријема, нису обавезне и више су израз куртоазије. У теорији се одомаћио израз привилегије и имунитети по којима се подразумијева систем мјера којима се обезбјеђује заштићен положај органа дипломатског општења и дипломатске мисије као цјелине. Привилегије и имунитети су у ствари дерогација примјене закона и прописа државе пријема, под које дипломатски представници потпуно не потпадају.

## Дипломатски имунитети и привилегије према Бечкој конвенцији из 1961.
Најважнију норму статуса дипломатског агента укључује члан 29. Бечке конвенције. Она је од значаја за правно разумевање природе конвенције. Личност дипломатског агента је неприкосновена. Он не може бити подвргнут никаквој врсти хапшења или притвора. Држава код које се акредитује третира га с дужним поштовањем и предузима све разумне мере да би спречила наношење увреда његовој личности, његовој слободи или његовом достојанству. С овим у вези се потом одређује садржина посебног статуса дипломатског агента (одн. дипломате).

### Члан 30
У члану 30. утврђено је: 
1. Приватан стан дипломатског агента ужива исту неповредивост и исту заштиту као и просторије мисије.
2. Његови документи, његова преписка и, под резервом става 3 члана 31, његова имовина такође уживају неповредивост.

### Члан 31.
У члану 31. важи: 
1. Дипломатски агент ужива имунитет од кривичног судства државе код које се акредитује. Он такође ужива имунитет од грађанског и управног судства, осим кад се ради о:

- некој стварној тужби која се односи на приватне непокретности на територији државе код које се акредитује, изузев ако дипломатски агент поседује ту непокретност за рачун државе која акредитује а за потребе мисије
- тужби која се односи на наслеђе, у којој се дипломатски агент појављује као извршилац тестамента, администратор, наследник или легатор по приватној основи а не у име државе која акредитује
- тужби која се односи на слободне професије или трговачке делатности, ма каква она била, коју врши дипломатски агент у држави код које се акредитује, изван својих службених функција.

1. дипломатски агент није обавезан да сведочи. Према ставу 3. никаква мера извршења не може се предузети против дипломатског агента, изузев у случајевима предвиђеним у подставовима а), б) и ц) става 1 овог члана, и под условом да се извршење може спровести а да се тиме не вређа неприкосновеност његове личности или стана. Према ставу 4. имунитет дипломатског агента од судства државе код које се акредитује не ослобађа тог агента од судства државе која акредитује.

### Члан 32.
Следствено члану 32. (по ставу): 
1. Држава која акредитује може се одрећи судског имунитета дипломатских агената и лица која уживају имунитет на основу члана 37 ниже.
2. Одрицање мора увек бити изрично.
3. Ако дипломатски агент или лице које ужива судски имунитет на основу члана 37 покрене судски поступак, оно се више не може позивати на судски имунитет у погледу противузахтева непосредно везаног за основни захтев.
4. Одрицање од судског имунитета у погледу неке грађанске тужбе или захтева у управном поступку не сматра се да повлачи одрицање од имунитета у погледу мера извршења пресуде, за које је потребно посебно одрицање.

## Остала изузећа и дипломатске привилегије сагласно Бечкој конвенцији из 1961.

### Члан 33.
Сходно члану 33. Бечке конвенције важи и следеће изузимање од јурисдикције и олакшице или привилегије агента и особља (по ставовима): 
1. Под резервом одредаба става 3 овог члана, дипломатски агент се, у погледу службе држави, ослобађа одредаба социјалног осигурања које могу бити на снази у држави код које се акредитује.
2. Ослобођење предвиђено у ставу 1 овог члана примењује се исто тако на приватну послугу која је у искључивој служби дипломатског агента, под условом: а) да се не ради о држављанима или лицима која имају стално пребивалиште у држави; и б) да подлежу одредбама социјалног осигурања које могу бити на снази у држави која акредитује или у некој трећој држави.
3. Дипломатски агент који има у својој служби особље на које се не примењује ослобођење предвиђено у ставу 2 овог члана треба да поштује обавезе које послодавцу намећу одредбе о социјалном осигурању државе код које се акредитује.
4. Ослобађање предвиђено у подставовима 1 и 2 овог члана не искључује добровољно учешће у режиму социјалног осигурања државе код које се акредитује, ако та држава дозвољава такво учешће.
5. Одредбе овог члана не дирају у раније закључене двостране или вишестране споразуме о социјалном осигурању и не спречавају будуће закључивање таквих споразума. У финансијском погледу за посебан статус важи сагласно члану 34. да је дипломатски агент ослобођен свих пореза и такса, личних или стварних, државних, регионалних или комуналних, са изузетком: а) посредних пореза који су по својој природи обично укључени у цену робе или услуга; б) пореза и такса на приватну непокретну имовину на територији државе код које се акредитује, осим ако је дипломатски агент поседује за рачун државе која акредитује а за потребе мисије; ц) наследних такса које убира држава код које се акредитује, под резервом одредаба става 4 члана 39; д) пореза и такса на личне приходе који потичу из државе код које се акредитује и пореза на капитал, који се наплаћују на улагања извршена у трговачка / привредна предузећа чије је седиште у држави код које се акредитује; е) пореза и такса који се убирају као накнада за посебне услуге; ф) такса за регистрацију, судских, хипотекарних и фискалних такса, кад се ради о непокретној имовини, под резервом одредаба члана 23. Потом, према општој норми у члану 35 држава код које се акредитује ослободиће дипломатске агенте свих личних давања, сваке јавне службе, ма какве природе она била, и војних намета као што су реквизиције, контрибуције и војни смештај.

### Члан 36.
У члану 36. важе ове базичне одредбе о финансијском и општем дипломатском статусу агената или њихових породица (по ставовима) 
1. Према одредбама својих закона и правилника који могу бити донети, држава код које се акредитује одобрава увоз и ослобођење од царина, такса и других дажбина, сем трошкова ускладиштења, превоза и трошкова за сличне услуге: а) предмете намењене за службене потребе мисије; б) предмете намењене за личну употребу дипломатског агента или чланова његове породице који чине део његовог домаћинства, укључујући и предмете намењене за његов смештај.
2. Дипломатски агент је ослобођен прегледа његовог личног пртљага, осим ако постоје озбиљни разлози да се верује да тај пртљаг садржи предмете који не уживају ослобођења о којима је реч у ставу 1 овог члана, или предмете чији је увоз или извоз забрањен законодавством или подлеже карантинским прописима државе код које се акредитује. У таквом случају, преглед пртљага се може вршити само у присуству дипломатског агента или његовог овлашћеног представника.